# Thebe Peak
Thebe Peak är en bergstopp i Antarktis. Den ligger i Västantarktis. Argentina, Chile och Storbritannien gör anspråk på området. Toppen på Thebe Peak är 267 meter över havet.
Terrängen runt Thebe Peak är lite bergig. Trakten är obefolkad. Det finns inga samhällen i närheten.